# Pseudosiphosturmia aberrans
Pseudosiphosturmia aberrans är en tvåvingeart som beskrevs av Thompson 1966. Pseudosiphosturmia aberrans ingår i släktet Pseudosiphosturmia och familjen parasitflugor. Inga underarter finns listade i Catalogue of Life.